# Anhalt
Anhalt foi um condado histórico (após 1806 ducado) localizado na Alemanha central, entre as Montanhas Harz e o rio Elba. Atualmente forma parte do estado da Saxônia-Anhalt. 

## História

### Duques de Anhalt
Durante o século IX, a região fazia parte do Ducado da Saxônia. No século XII, ficou sob o governo de Esico (falecido em 1059 ou 1060). Seu filho era Adalberto II (falecido em 1080) e seu neto Otto, Conde de Ballenstedt (Otto o Rico) parece ter sido o primeiro a assumir o título de conde de Anhalt. Otto era o pai de Alberto o Urso, conde de Anhalt, que conquistou o território eslavo de Brandenburgo. Quando Alberto morreu em 1170, seu filho Bernhard, que recebeu o título de duque da Saxônia em 1180, tornou-se conde de Anhalt. Bernhard morreu em 1212, e Anhalt, nesta época separada da Saxônia, passou para seu filho Henrique I, que em 1218 recebeu o título de príncipe e foi o verdadeiro fundador da casa de príncipes de Anhalt. Henrique I está incluído entre os Minnesänger do Codex Manesse.

### Príncipes de Anhalt
Após a morte de Henrique em 1252, seus três filhos dividiram o principado e fundaram, respectivamente, as linhagens de Aschersleben, Bernburg e Zerbst. A família que governava Aschersleben se extinguiu em 1315, e suas terras foram subsequentemente incorporadas ao vizinho Bispado de Halberstadt. O último príncipe da linhagem principal de Anhalt-Bernburg morreu em 1468 e suas terras foram herdadas pelos príncipes da única linhagem remanescente, a de Anhalt-Zerbst. O território pertencente a este ramo da família foi dividido em 1396, e, após a aquisição de Bernburg, o príncipe Jorge I procedeu a uma nova divisão de Zerbst (Zerbst e Dessau). No início do século XVI, entretanto, devido a morte ou abdicação de vários príncipes, a família ficou reduzida aos ramos de Anhalt-Köthen e Anhalt-Dessau (ambas descendentes de Anhalt-Dessau em 1471).
Wolfgang de Anhalt, conhecido como o Confessor, que tornou-se príncipe de Anhalt-Köthen em 1508, foi o segundo governante no mundo a introduzir a Reforma em suas terras. Ele foi o co-signatário da Confissão de Augsburgo em 1530, e após a Batalha de Mühlberg, em 1547, foi colocado sob banimento imperial e destituído de suas terras pelo Imperador Carlos V. Após a paz de Passau em 1552, ele recuperou seu principado, mas como não possuía filhos, ele o entregou em 1562 a seus parentes príncipes de Anhalt-Dessau. Ernest I, Príncipe de Anhalt-Dessau (falecido em 1516) deixou três filhos, John V, George III e Joachim, que governaram suas terras em conjunto por muitos anos, e favoreceram a doutrina luterana, que se tornou dominante em Anhalt. Em cerca de 1546 os três irmãos dividiram seu principado e fundaram as linhagens de Zerbst, Plötzkau e Dessau. Esta divisão, entretanto, foi apenas temporária. A aquisição de Köthen e uma série de mortes entre os príncipes governantes, possibilitou Joachim Ernest, filho de John V, unir todas as terras de Anhalt sob seu comando em 1570.
Joachim Ernest morreu em 1586, e seus cinco filhos governaram o território em conjunto até 1603, quando devido a falta de primogenitura, Anhalt foi novamente dividido, e as linhagens de Dessau, Bernburg, Plötzkau, Zerbst e Köthen reestabelecidas. O principado foi devastado durante a guerra dos 30 anos, onde no início desta luta Christian I de Anhalt-Bernburg teve importante participação. Em 1635, um acordo feito pelos vários príncipes de Anhalt, conferiu certa autoridade ao membro mais velho da família, o que o possibilitou de representar o principado como um todo. Este acordo foi provavelmente devido a necessidade de manter a aparência de unidade na visão dos conturbados estados europeus. 
Em 1665, o ramo de Anhalt-Köthen se extinguiu, e, através de acordo familiar, suas terras foram herdadas por Lebrecht, Príncipe de Anhalt-Plötzkau, que renunciou a Plötzkau em favor de Bernburg, e assumiu o título de príncipe de Anhalt-Köthen. No mesmo ano os príncipes de Anhalt decidiram que se qualquer ramo da familiar se extinguisse suas terras deveriam ser igualmente divididas entre os ramos remanescentes. Este acordo foi respeitado após a morte de Frederick Augustus, Príncipe de Anhalt-Zerbst em 1793, e Zerbst foi dividido entre os três príncipes remanescentes. Durante estes anos, a política adotada pelos diferentes príncipes foram marcadas, talvez intencionalmente, por considerável uniformidade. Uma ou duas vezes o Calvinismo foi adotado por um príncipe, mas em geral a casa foi leal as doutrinas de Martinho Lutero. O crescimento da Prússia proporcionou a Anhalt um formidável vizinho, e o grande período de tempo sem o estabelecimento de primogenituras por todos os ramos da família, impediu novas divisões divisões do principado.

### Ducados no século XIX
Em 1806, Napoleão elevou os estados remanescentes de Anhalt-Bernburg, Anhalt-Dessau e Anhalt-Köthen a ducados; nesta época, Anhalt-Plötzkau e Anhalt-Zerbst já não existiam mais. Estes ducados se uniram novamente em 1863, devido a extinção das linhagens de Köthen e Bernburg. O novo ducado consistia de duas grandes áreas, Anhalt Oriental, a maior, e Anhalt Ocidental, separadas pela interposição de parte da província prussiana da Saxônia e de 5 exclaves cercados por territórios prussianos: Alsleben, Mühlingen, Dornburg, Goednitz e Tilkerode-Abberode. A parte oriental do ducado estava fechada pelo distrito governamental prussiano de Potsdam (na província prussiana de Brandenburgo) e pelos distritos de Magdeburg e Merseburg, pertencentes a província prussiana da Saxônia. A parte ocidental, também chamada Ducado Alto ou Ballenstedt, também estava fechada pelos distritos de Magdeburg e Merseburg, e pelo Ducado de Brunswick-Lüneburg.

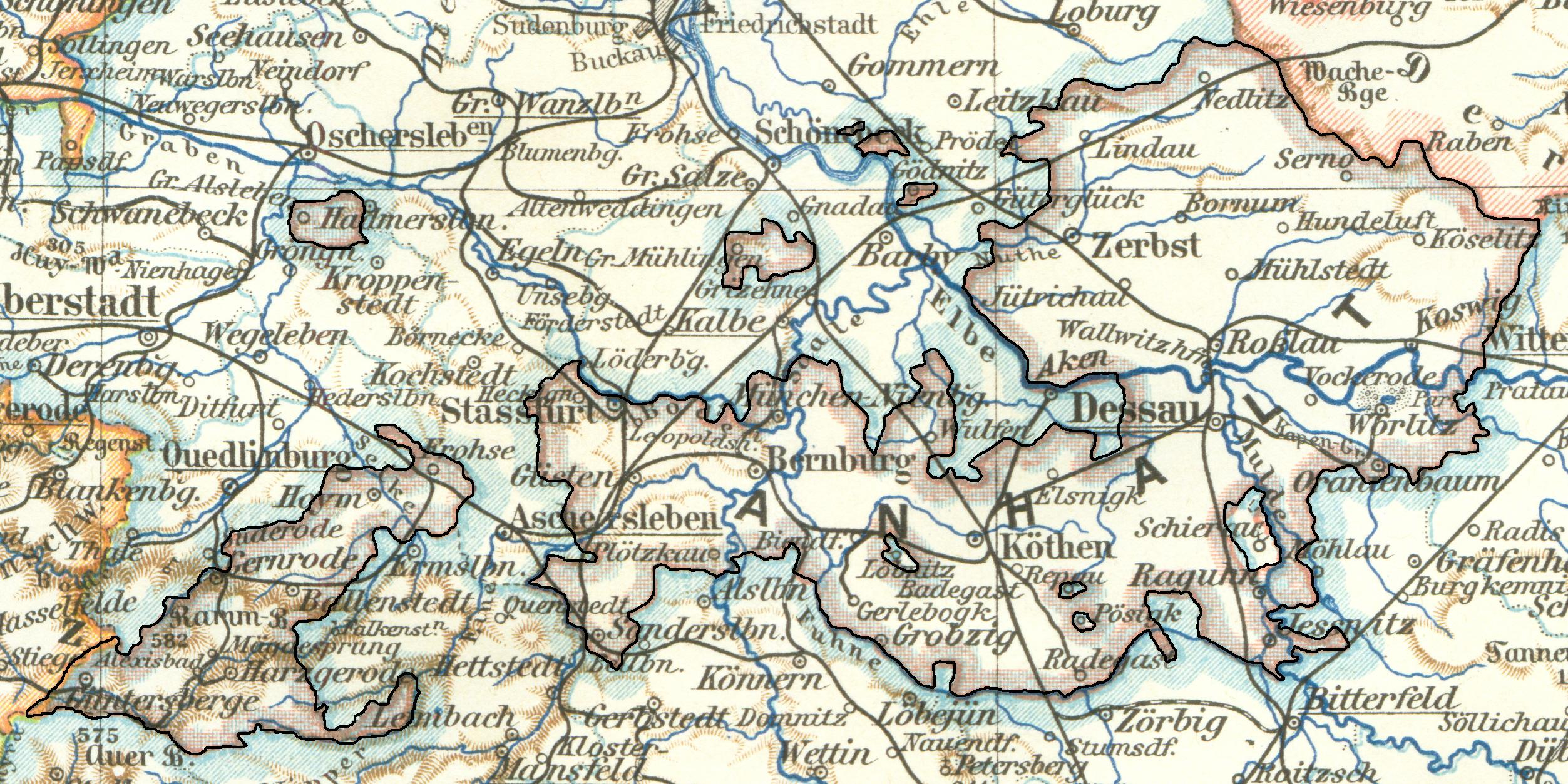
Mapa de Anhalt em 1897

Quando Anhalt estava unificada a capital era Dessau.
Com a queda de todas as monarquias germânicas, o Ducado de Anhalt se extinguiu em 1918–19 durante a revolução que ocorreu após o fim da primeira guerra mundial. O ducado foi substituído pelo Estado Livre de Anhalt na República de Weimar. Após a segunda guerra mundial, o Estado Livre de Anhalt foi unido com partes prussianas da Saxônia para formar o estado da Saxônia-Anhalt. Saxônia-Anhalt foi dissolvida em 1952, porém, restabelecida devido a reunificação alemã em 1990, desde então tem sido um dos dezesseis estados da alemanha.